# (24258) 1999 XH127
1999 أكس إتش 127 (ويعرف أيضًا باسم (24258) 1999 أكس إتش 127 وفق تسمية الكوكب الصغير) (بالإنجليزية: 1999 XH127)‏ هو كويكب ضمن حزام الكويكبات؛ وترتيبه 24258 من حيث الاكتشاف.
اكتُشف هذا الجُرم الفلكي بواسطة Charles W. Juels ‏ في 9 ديسمبر 1999.

## وصلات خارجية
- (24258) 1999 XH127 في قاعدة بيانات مختبر الدفع النفاث لأجرام النظام الشمسي الصغيرة

- الاكتشاف · مخطط المدار ·  العناصر المدارية · المعلمات المادية

- (24258) 1999 XH127 على موقع ويكي سكاي: DSS2, SDSS, GALEX, IRAS, Hydrogen α, X-Ray, Astrophoto, Sky Map, Articles and images